# Малая Алексеевская церковь
Малая Алексеевская церковь — православный храм в городе Кунгуре Пермского края. Располагается на Соборной площади города рядом с обелиском, установленным в честь защиты Кунгура от отрядов Пугачёва. Является памятником градостроительства и архитектуры регионального значения.

## История
На месте Малой Алексеевской церкви ранее располагалась Алексеевская часовня, построенная в 1884—1886 г. в русском стиле. В 1894 г. она была перестроена в церковь. Работы финансировались кунгурскими купцами-кожевенниками братьями Пономарёвыми, которые выполняли волю своего усопшего отца по постройке нового Богоявленского собора. Архитектором выступил И. И. Мартемьянов. 11 (23) сентября 1894 г. епископ Пермский и Соликамский Пётр освятил новую церковь.
Церковь действовала до 9 января 1931 г., когда была закрыта советскими властями. В дальнейшем в её помещениях находились тир и парикмахерская. Впоследствии в здании находились музыкальный взвод воинской части и контора квартирно-эксплуатационной части. Далее сюда переехала детская библиотека им. Б. С. Рябинина.
В 2006 г. здание церкви было передано верующим. Здесь находятся православная библиотека и просветительский центр.

## Описание
Малая Алексеевская церковь представляет собой одноэтажное кирпичное здание. Оно увенчано главкой с крестом. Рядом с церковью на каменном постаменте установлен металлический крест за чугунной решеткой. Этот крест был возведён в честь двух тысяч лет существования христианства.
Малая Алексеевская церковь осталась последним зданием православного ансамбля Соборной площади Кунгура.